# Elizabeth J. Tasker
Pour les articles homonymes, voir Tasker.
Elizabeth J. Tasker (née le 12 juillet 1980) est une astrophysicienne britannique, écrivaine scientifique et professeure associée à la Japan Aerospace Exploration Agency. Elle a écrit The Planet Factory, publié par Bloomsbury en 2017. 

## Éducation
Tasker étudie la physique théorique à l'Université de Durham et obtient son diplôme en 2002[citation nécessaire]. Elle continue à l'université d'Oxford pour ses études de doctorat, travaillant sous la supervision de Greg Bryan. Elle termine sa thèse sur les simulations numériques de la formation et de l'évolution des galaxies en 2005.

## Carrière et recherche
Tasker rejoint l'Université Columbia en tant qu'assistante de recherche postdoctorale, où elle travaille sur des simulations de formation d'étoiles intégrant les réactions de supernovae. Elle a cherché à savoir si la rétroaction stellaire entraînait la mort des nuages moléculaires géants. Elle passe trois ans à l'Université de Floride en tant que boursière postdoctorale en astrophysique théorique, avant de passer à l'Université McMaster en tant que boursière nationale de CITA en 2009.
Les recherches de Tasker portent sur la formation d'étoiles dans les galaxies à disques à l'aide de simulations sur ordinateur. Elle examine l'impact de la structure des galaxies sur la formation des étoiles et leur influence sur l'évolution de la galaxie. Elle plaide pour la nécessité d'évaluer le langage autour des métriques de classement des exoplanètes. Elle rejoint l'Université d'Hokkaido en tant que tenure-track internationale en 2011. Elle remporte le prix du président de l'Université de Hokkaidō pour l'éducation en 2014, 2015 et 2016[citation nécessaire]. Elle est nommée à la JAXA, la Japan Aerospace Exploration Agency, en tant que professeure associée en 2016, travaillant sur des modèles hydrodynamiques de formation d'étoiles et de planètes,.

### Communication scientifique
Tasker est également une écrivaine scientifique reconnue. En 1999, elle remporte le prix du Daily Telegraph Young Science Writers. Elle a écrit pour Scientific American, How It Works, Space.com, The Conversation et Astronomy,,,. Elle présente des conférences de vulgarisation scientifique lors de la conférence Communelling of Astronomy with the Public, de la Royal Institution et du musée américain d'histoire naturelle,,. En 2015, Tasker a présenté Comment avons-nous commencé à la conférence TED à l'Université de Hokkaidō . Elle communique sur le travail du Earth-Life Science Institute au grand public. 

#### The Planet Factory
En 2017, Bloomsbury publie le premier livre de Tasker, The Planet Factory. Le livre a été décrit comme "brillamment écrit" par Physics World et "magnifiquement lisible et faisant autorité" par Caleb Scharf. 